# Keleix Ahmad Beg Xarvaixidze
Keleix Ahmad Beg Xarvaixidze (Kelem Beg) fou príncep d'Abkhàzia del 1789 al 1806. Va néixer el 1747 i era fill de Mamuka II Xarvaixidze. El 1757, el seu avi Mamuka I Xarvaixidze va ser deposat i sembla que Keleix es va criar a Constantinoble. El 1789 va ser col·locat com a príncep d'Abkhàzia. El 1802 va entrar a Mingrèlia i va capturar a l'hereu de la corona Levan Dadiani. Es va casar quatre vegades amb princeses abkhazes i va tenir deu fills dos dels quals van ser prínceps d'Abkhàzia (Aslan Beg Xarvaixidze i Guiorgui Xarvaixidze) i un altre, Mahmud Beg Xarvaixidze fou príncep de Samurzakan